# 아노슈

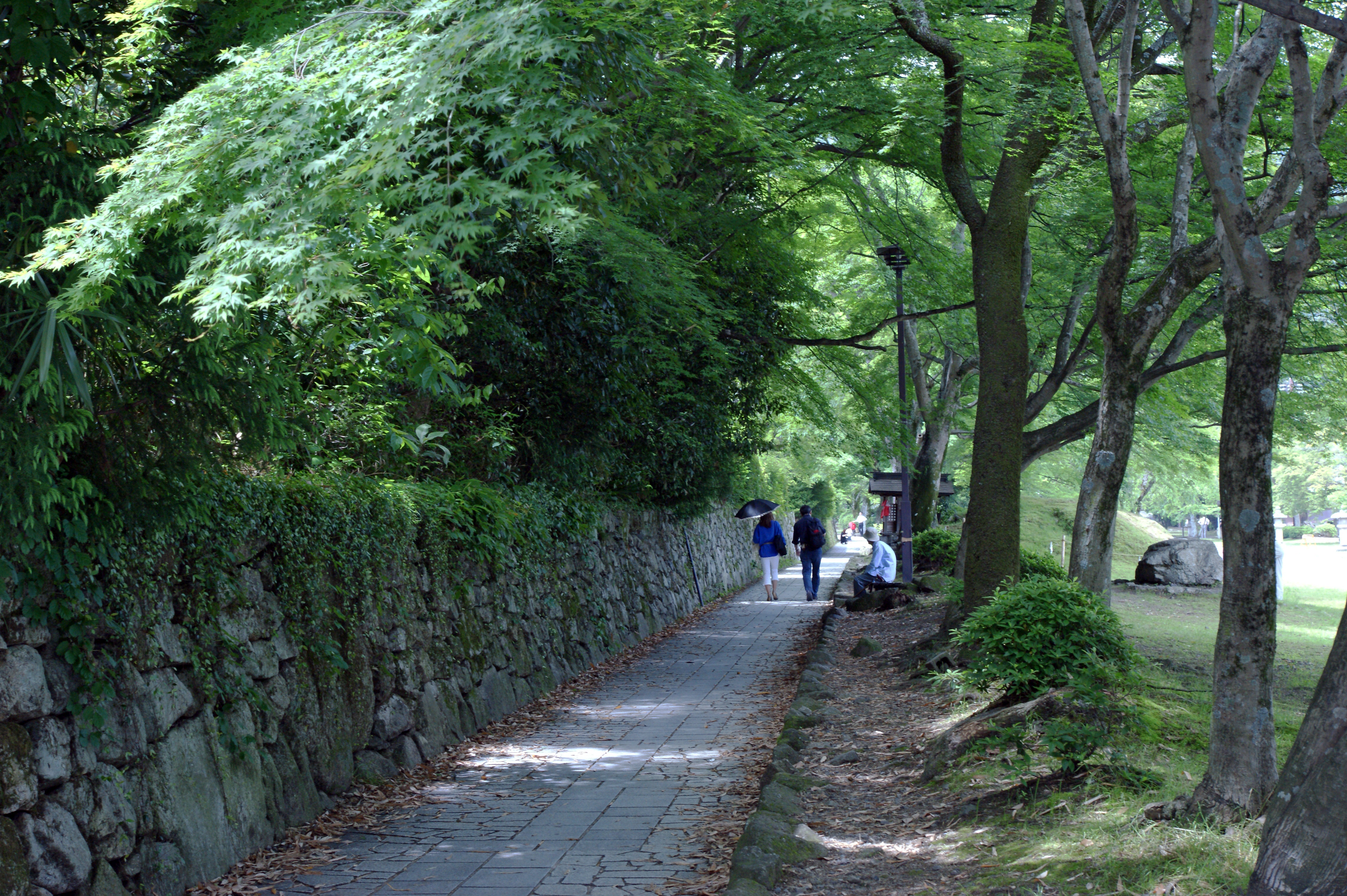
시가현 오쓰시 사카모토.

아노슈(일본어: 穴太衆)는 일본의 아즈치모모야마 시대에 활동한 석공 집단이다. 주로 사원이나 성곽 등의 석축을 시공한 기술자 집단이었다.
이들은 엔랴쿠지・히요시타이샤의 몬젠마치인 사카모토 근교인 아노노사토(穴太ノ里, 오늘날의 시가현 오쓰시 아노) 출신으로 고분 축조 등을 하던 석공의 후예라고 한다. 원래 사원의 석공으로서 종사하였으나, 그들의 기술 수준을 높이 산 오다 노부나가가 아즈치성의 석축 시공을 맡김으로써 성곽 시공에도 종사하게 되었다. 이후 에도시대 초엽에 이르기까지 많은 성의 석축이 아노슈의 지휘 아래 만들어졌다고 하는데, 불명한 부분도 많다.
현대에도 오쓰시 사카모토에 많이 많아 있는 엔랴쿠지 말사들(里坊 사토보[*]라고 함)은 이들 아노슈가 쌓은 석축으로 둘러쌓여 있다.